# Polymera (Polymera) cavernicola
Polymera (Polymera) cavernicola is een tweevleugelige uit de familie steltmuggen (Limoniidae). De soort komt voor in het Neotropisch gebied.